# Max Schneider
Max Schneider (21 de junio de 1992) conocido artísticamente como MAX es un cantautor, compositor, bailarín, actor, modelo y músico estadounidense. En 2018, el sencillo de MAX " Lights Down Low " obtuvo doble platino en los EE. UU., Platino en Canadá, y Oro en Australia. Esto llevó a MAX a ser nombrado nominado a 'Mejor nuevo artista pop' de iHeart 2019 y, en 2020, su sencillo "Love Me Less" obtuvo el oro en los EE. UU. y Canadá. 

## Carrera
Empezó a actuar a los tres años y consiguió su primer agente a la edad de 14. Fue el ganador de YoungArts en 2010. Desde entonces, Max fue un suplente de cambio en 13 el musical que abarca 4 papeles en 2009, y modeló con Madonna para una campaña internacional Dolce & Gabbana. Anunció en abril de 2012 que iba de gira con Victoria Justice en su gira "Make It In America" durante el verano de 2012. Max y su banda The Babes, hicieron un recorrido por 20 ciudades, añadiendo tres shows adicionales además de los conciertos de Victoria Justice. Max estuvo de gira con su banda, hermano del actor José Medina Schneider y Alexandra Schneider. También conocido como "Max and the Babes" en las ciudades selectas por su gira "Nothing Without Love" en el verano de 2013. Y en el verano de 2014 salió de gira por Estados Unidos para su gira "say Max".
Max en el 2017 empezó su gira por partes del mundo participando con party pupils viajó por muchas partes del mundo y con su gran éxito llamado Lights Down Low, Max cumple su sueño al lado de su hermosa esposa, colaboró con Audien musica titulada: One More Weekend.
Ha colaborado con Kurt Hugo Schneider y Victoria Justice en un medley de Bruno Mars, uno de Maroon 5, y uno de Holiday. También se puede encontrar haciendo versiones de otros artistas como Savannah Outen, Megan y Liz, y Avery. También ha realizado una versión de "Without You" de Usher, "Breakeven" de The Script, "Suit and Tie" de Justin Timberlake, y muchos más. Todas las colaboraciones que Max hizo con Kurt Schneider se puede encontrar en iTunes. El álbum se llama, "Schneider Brother Covers", aunque hay que señalar que los dos no están realmente relacionados en absoluto. Max se refiere lo más comúnmente a su base de fanes como "Schneider Monkeys".
Max está trabajando en un LP independiente titulado NWL. Ha anunciado que un sencillo original, junto con un vídeo musical, saldrá en mayo. Max ha anunciado que Dan Karp, director y guitarrista, rodará algunos de los vídeos musicales para el álbum. El primer sencillo del LP "Nothing Without Love" fue lanzado el 21 de mayo de 2013, junto con un vídeo musical. El 26 de mayo de 2013, un video musical fue lanzado en YouTube con Max y su coescritor Kurt en la versión de "Can't Hold Us" de Macklemore & Ryan Lewis.
Max elaboró la canción "Mug shot" para la película Veronica Mars, the Movie. La canción sufre cambios en la letra realizados por Max para la adaptación de la película; en el vídeo del mismo se pueden resaltar las colaboraciones del director Daniel Krap, Daniel Schneider (su padre) y Laura Quinn (con la que sostuvo una relación antes de su actual matrimonio).
En el verano del 2014 realizó una gira por Estados Unidos y Canadá.
La gira es titulada "Say Max" debido a la letra de la canción "Mug Shot". En la gira "ignaburo" las canciones "Puppeteer", "Streets of gold" y "Mug Shot" además de las participación de varios medleys y la re-aparición de las canciones "Darling" y "Shot of pure gold".
En la gira se resaltó la participación de Alexz como opener en la mayoría de los conciertos.
El 22 de marzo de 2020 se anunció su colaboración en la canción Burn it en el segundo mixtape de Suga (miembro de BTS) meses después Max anunció que haría otra colaboración con SUGA llamada Blueberry Eyes para su álbum Color Vision. El tercer álbum de estudio de MAX, fue lanzado el 18 de septiembre. 

## Vida personal
Schneider creció en Woodstock, Nueva York. Fue criado como judío. Su padre es de familia judía y su madre se convirtió al judaísmo. Max se casó con Emily Cannon en un juzgado el 1 de abril de 2016,  y dio la bienvenida a su hija, llamada Edie Celine, en diciembre de 2020. 

## Discografía
- NWL (2015)
- Hell's Kitchen Angel (2016)
- Colour Vision (2020)
- Love in Stereo (2024)

## Filmografía

### Películas
| Año  | Título           | Personaje      |
| ---- | ---------------- | -------------- |
| 2012 | Rags             | Charlie Prince |
| 2013 | The Last Keepers | Lance          |
| 2014 | Love and Mercy   | Van Dyke Parks |

### Televisión
| Año  | Título                            | Rol                | Notas                                          |
| ---- | --------------------------------- | ------------------ | ---------------------------------------------- |
| 2009 | Law & Order: Special Victims Unit | Justin McTeague    | Invitado (temporada 10, episodio 15)           |
| 2010 | One Life to Live                  | Bailarín principal | 2 episodios                                    |
| 2012 | Beauty & the Beast                | Jake Riley         | "Trapped" (1.ª temporada, episodio 8)          |
| 2012 | How to Rock                       | Zander Robbins     | Coprotagonista, serie de TV Nickelodeon        |
| 2012 | Figure It Out                     | El mismo           | Panelista 7 episodios, serie de TV Nickelodeon |
| 2014 | Crisis                            | Ian Martínez       | Rol principal, serie de TV NBC                 |
| 2018 | Ridiculousness                    | El mismo           | Invitado (temporada 11, episodio 5)            |

## Premios y nominaciones
| Año  | Ceremonia de premiación   | Categoría                                   | Resultado |
| ---- | ------------------------- | ------------------------------------------- | --------- |
| 2015 | Premios Streamy           | Artista Revelación                          | Nominado  |
| 2015 | Premios Streamy           | Canción original                            | Nominado  |
| 2016 | Radio Disney Music Awards | Mejor canción para sincronización de labios | Nominado  |
| 2019 | iHeartRadio Music Awards  | Mejor nuevo artista pop                     | Nominado  |
| 2020 | Asia Artist Awards        | Mejor artista pop                           | Ganó      |